# إيفا دارين
إيفا دارين هي ممثلة فلبينية، ولدت في 1 يوليو 1943 في الفلبين.

## وصلات خارجية
- إيفا دارين على موقع IMDb (الإنجليزية)
- إيفا دارين على موقع قاعدة بيانات الفيلم (الإنجليزية)